# 檜 (松型駆逐艦)
檜（ひのき）は、大日本帝国海軍の駆逐艦。松型（丁型）の16番艦である。日本海軍の艦名としては2代目（初代は二等駆逐艦「桃型」3番艦「檜」）。
太平洋戦争後半の1944年（昭和19年）9月末に竣工し、輸送作戦に従事する空母の護衛を幾度かおこなったあと、フィリピンに進出した。1945年（昭和20年）1月7日夜、ルソン島西岸リンガエン湾でアメリカ軍上陸船団を護衛する駆逐艦複数隻と交戦し、撃沈された。

## 艦歴

### 建造
丁型駆逐艦の仮称艦名5502艦として横須賀海軍工廠で建造。
1944年（昭和19年）6月20日、「檜」と命名される。7月4日、呉鎮守府籍となる。8月24日、横須賀海軍工廠の艤装員事務所が事務を開始する。8月30日、吉里三十四大尉（当時、「五月雨」水雷長）が艤装員に任命される。
9月15日、山口浩大尉が檜艤装員長に任命される。
9月30日、「檜」は竣工し、山口大尉は制式に艦長となる。
同日付で檜艤装員事務所は撤去された。

### 第十一水雷戦隊
就役後、訓練部隊の第十一水雷戦隊（司令官高間完少将）に編入される。燃料ポンプの歯車破損の修理を行った上で瀬戸内海に回航され訓練に従事する。当時の十一水戦旗艦は軽巡洋艦「多摩」であった。10月14日、松型（樅、檜）は、射撃用レーダーを搭載した軽巡洋艦「木曾」と訓練をおこなう。
10月17日朝、アメリカ軍がフィリピン、レイテ湾のスルアン島に上陸した。翌10月18日夕刻、日本軍は捷一号作戦を発動した。本作戦は、第一機動艦隊司令長官小沢治三郎中将が率いる機動部隊（第三艦隊）が囮となって第38任務部隊（マーク・ミッチャー中将）をひきつけ、その隙に第二艦隊司令長官栗田健男中将率いる第一遊撃部隊がレイテ湾に突入し、アメリカ軍の上陸部隊を撃破するというものであった。
第三艦隊の本来の護衛部隊は第二遊撃部隊（指揮官は第五艦隊司令長官志摩清英中将）だったが、台湾沖航空戦の「残敵掃討」に駆り出されてしまった。そこで内地所在の第三十一戦隊や軽巡「大淀」、さらに練習部隊の第十一水雷戦隊から2隻（軽巡「多摩」、駆逐艦「杉」）を、機動部隊に編入した。10月18日、十一水戦司令官は旗艦を「多摩」から「檜」に移し、十一水戦の大部分と共に内地に残った。

### 第52駆逐隊
11月15日、日本海軍は松型駆逐艦5隻（檜、桑、杉、樫、樅）により第52駆逐隊を新編した。駆逐隊司令には11月29日付で岩上次一大佐（当時、第7駆逐隊司令）が任命された。
11月23日付で、十一水戦旗艦は「檜」から「楓」に変更された。11月25日付で第52駆逐隊は、対潜機動部隊の第三十一戦隊（司令官江戸兵太郎少将）に編入された。
同日、昭南に向かうヒ83船団を、空母「海鷹」と駆逐艦5隻（卯月型〈夕月、卯月〉、松型〈樅、檜、榧〉）および海防艦複数隻などで護衛して門司を出撃する。高雄到着後、第30駆逐隊はヒ83船団部隊と別れる。他艦は12月3日に高雄を出港して馬公経由で呉に帰投した。
12月中旬、第52駆逐隊（檜、樅）は駆逐艦「時雨」とともに、マニラ方面へ特攻兵器桜花と陸軍部隊を輸送する任務に就く空母「雲龍」を護衛することになった。12月17日、緊急輸送部隊4隻（雲龍、檜、樅、時雨）は呉を出撃する。12月19日夕刻、「雲龍」は東シナ海でアメリカ潜水艦「レッドフィッシュ (USS Redfish, SS-395) 」の攻撃により沈没する。護衛部隊は「雲龍」沈没後から反撃を開始し、約46メートル、次いで約70メートルの深度に潜む「レッドフィッシュ」に対して12発の爆雷を投下。二度目の攻撃では爆雷9発を投下して機械や乗組員1名を負傷させ、「レッドフィッシュ」はこれ以上の哨戒を断念して真珠湾に戻っていった。12月20日朝、舵が故障した「時雨」は佐世保に向かった。「時雨」と別れた松型2隻は高雄に入港し、12月22日に出港して12月24日にマニラへ到着した。同時期には、第三十一戦隊の新司令部もマニラに進出した。
「檜」と「樅」はマニラとカムラン湾、サンジャックとの間で輸送任務に従事した。12月28日、「檜」と「樅」は第四航空戦隊の航空戦艦2隻（日向、伊勢）から燃料を補給した。12月30日、礼号作戦に参加した姉妹艦（杉、樫、榧）がサンジャックに到着した。第三十一戦隊旗艦は「樅」から「樫」になった。12月31日、52駆（檜、樅）は特設給糧船「生田川丸」（元イタリア船「カリテア」、4,013トン）を護衛してサンジャックを出港した。
1945年（昭和20年）1月4日夜、3隻はマニラに到着した。この時ルソン島西岸部にはリンガエン湾を目指すアメリカ艦隊と輸送船団が、幾度かの神風特別攻撃隊の攻撃に遭いながらも北上中だった。
1月5日、南西方面艦隊は、司令部をマニラからバギオに移した。南西方面艦隊司令部は1月3日に第43駆逐隊と第52駆逐隊を第二遊撃部隊（第五艦隊基幹）に編入していたが、1月5日午前11時20分に52駆（檜、樅）の西方避退を命じた。
52駆は第九三三航空隊の整備兵などを乗せた「生田川丸」を連れてマニラを出港、カムラン湾に撤退することになった。ところが同日16時15分、南西方面部隊は、第52駆逐隊に連合軍上陸船団を攻撃するよう命じた。大川内長官は礼号作戦の戦果に鑑み、第三十一戦隊の松型駆逐艦に対し、アメリカ軍輸送船団への殴りこみ攻撃を命令したのである。
「生田川丸」や病院船「第二氷川丸」（元オランダ病院船「オプテンノール」）などは、マニラを脱出して西方にむかった。一方の52駆（檜、樅）は掃海担当のアメリカ軍（第77.6任務群）の背後に躍り出て第77.6任務群を驚かせた。第77.6任務群を護衛していたオーストラリア海軍スループの「ワレーゴ (HMAS Warrego, U73) 」と「ガスコーニュ (HMAS Gascoyne, K354) 」、助太刀に来たアメリカ駆逐艦「ベニオン (USS Bennion, DD-662) 」と午後3時40分頃から交戦を開始するが、約一時間の砲戦で双方ともさしたる戦果も被害もなかった。この戦闘中に、南西方面部隊から突撃命令が出された。避退後間もなく、第77任務部隊の護衛空母から発進した艦上機の攻撃が始まる。17時以降、被弾した「檜」は航行不能になった。直撃弾1と至近弾により、戦死21名と重傷約50名という被害を出す。機関部にも損傷を受けていた。
「檜」を掩護していた姉妹艦「樅」は、19時10分に撃沈された。残された「檜」は潜水艦の雷撃や夜間空襲を受けたが被害はなく、応急修理で12ノットの速力が出るまでに回復させてマニラに帰投した。
1月6日朝、「檜」はマニラに入港した。同6日夕刻、連合艦隊は南西方面部隊に対し、アメリカ軍上陸船団の殲滅を命じた。
1月7日午後、満身創痍の「檜」は再度サンジャックへの脱出を試みてマニラを出港する。しかし、リンガエン湾へ向かう輸送船団のうちサン・ファビエン上陸に派遣された輸送船団と遭遇。その護衛艦艇の内の駆逐艦「チャールズ・オースバーン (USS Charles Ausburne, DD-570) 」がレーダーで「檜」を捉えて調査に向かい、照明弾で「檜」を照らし出した。「チャールズ・オースバーン」は「檜」に対して砲撃を行い、その間別の駆逐艦「ブレイン (USS Braine, DD-630) 」が「檜」を照らし出した。「檜」は東方へ逃走するも砲火を散々浴びた末に爆発を起こし、後部から沈没していった。「檜」も反撃したが、「チャールズ・オースバーン」には命中弾はなかった。また、この際米駆逐艦から「檜」の魚雷発射に伴うものと思われる発光が目撃されており、仮に事実ならばこの戦闘が日本海軍水上艦艇最後の魚雷戦となるのではないかとの指摘がある。駆逐艦「ラッセル(USS Russell, DD-414) 」が生存者を捜索したものの発見できず、岩上52駆司令、艦長・山口浩少佐以下乗員全員が戦死した。日本側は「檜」の最期を確認しておらず「行方不明」と記録している。
4月10日、除籍。松型駆逐艦と、第52駆逐隊からも削除された。

## 歴代艦長
艤装員長
1. 山口浩 大尉：1944年9月15日[11] - 1944年9月30日[18]

駆逐艦長
1. 山口浩 大尉/少佐[19]：1944年9月30日[18] - 1945年1月7日戦死[100]（1月8日付で中佐に昇進）[95]

### 注
1. ↑  山口は、中尉時代に駆逐艦「陽炎」水雷長から航海長[12]に転じて太平洋戦争開戦を迎え、大尉昇進後の1942年（昭和17年）5月15日に軽巡「由良」水雷長となる[13]（由良沈没後の11月10日まで）[14]。1944年（昭和19年）3月1日から駆逐艦「朝風」艦長となったが[15]、8月23日に潜水艦「ハッド」の攻撃で「朝風」が沈没[16]、9月1日付で朝風駆逐艦長の職務を解かれていた[17]。
2. ↑  主要幹部は、山口以下、砲術長・市村敬雄大尉、水雷長・良里大尉、航海長・諏訪欣吾中尉[18]。10月15日、山口（艦長）は少佐に進級した[19]。
3. ↑  岩上は、駆逐艦「萩風」の2代目駆逐艦長で、ミッドウェー海戦や第二次ソロモン海戦に参加した[42]。
4. ↑  11月25日、第三十一戦隊旗艦の駆逐艦「霜月」が潜水艦「カヴァラ」に撃沈され[16]、司令官・江戸兵太郎少将は戦死した[45]。
後任の鶴岡信道少将[62]と新司令部は空路で内地からマニラに進出し、12月22日にマニラへ到着した[63]。
5. ↑  1943年（昭和18年）9月9日のイタリアの無条件降伏の際、神戸港で自沈を図ろうとして阻止され日本側に拿捕される[68]。
6. ↑  南西方面司令長官大川内傳七中将、同艦隊参謀長有馬馨少将など。大川内は、南西方面部隊指揮官を兼ねる。
7. ↑  司令長官豊田副武大将、参謀長草鹿龍之介中将、参謀神重徳大佐など。
8. ↑  明確な発射記録が残っているものとしては1944年（昭和19年）12月26日の礼号作戦における「霞」、「樫」及び「榧」によるものが、双方向の戦闘を伴うものとしては同3日の第七次多号作戦における「桑」[92]と「竹」によるものが最後となっている。